# Amblyomma loculosum
Amblyomma loculosum är en fästingart som beskrevs av Neumann 1907. Amblyomma loculosum ingår i släktet Amblyomma och familjen hårda fästingar. Inga underarter finns listade i Catalogue of Life.